# کیلان لبون
کیلان لبون (انگلیسی: Keelan Lebon؛ زادهٔ ۴ ژوئیهٔ ۱۹۹۷) بازیکن فوتبال اهل فرانسه است.